# Rhinonyssidae
Rhinonyssidae es una familia de ácaros perteneciente al orden Mesostigmata.

## Géneros
Agapornyssus Gretillat, Capron & Brygoo, 1959
- Agapornyssus faini Gretillat, Capron & Brygoo, 1959

Astridiella Fain, 1957
- Astridiella scotornis (Fain, 1956)

Charadrinyssus O. M. Butenko, 1984
- Charadrinyssus charadrius (Butenko, 1973)

Falconyssus Fain, 1966
- Falconyssus elani Fain, 1966

Hapalognatha Butenko, 1960
- Hapalognatha prima Butenko, 1960

Larinyssus Strandtmann, 1948
- Larinyssus benoiti Fain, 1961
- Larinyssus iohanssenae Dimov, 2013
- Larinyssus orbicularis Strandtmann, 1948

Locustellonyssus Bregetova, 1965
- Locustellonyssus amurensis Bregetova, 1965
- Locustellonyssus sibiricus Butenko & Stanyukovich, 2001

Mesonyssoides Fain & Nadchatram, 1962
- Mesonyssoides malayi Fain & Nadchatram, 1962

Mesonyssus Fain, 1960
- Mesonyssus treronis (Fain, 1956)

Neonyssus Hirst, 1921
- Neonyssus alaudae Butenko & Stanyukovich, 2001
- Neonyssus coccothraustis (Fain & Bafort, 1963)
- Neonyssus intermedius Hirst, 1921
- Neonyssus melanocoryphae Bregetova, 1967
- Neonyssus pygmaeus Bregetova, 1967

Neotyranninyssus Fain & Aitken, 1967
- Neotyranninyssus fluvicolae Fain & Aitken, 1967

Passeronyssus Fain, 1960
- Passeronyssus viduae (Fain, 1956)

Pipronyssus Fain & Aitken, 1967
- Pipronyssus manaci Fain & Aitken, 1967

Psittonyssus Fain, 1962
- Psittonyssus baforti Fain, 1962

Ptilonyssoides Vitzthum, 1935
- Ptilonyssoides triscutatus Vitzthum, 1935

Ptilonyssus Berlese & Trouessart, 1889
- Ptilonyssus acanthopneustes Stanyukovich & Butenko, 2003
- Ptilonyssus acrocephali Fain, 1964
- Ptilonyssus ailuroedi Domrow, 1964
- Ptilonyssus ammomani Stanyukovich & Butenko, 2003
- Ptilonyssus angrensis (De Castro, 1948)
- Ptilonyssus anthi Stanyukovich & Butenko, 2003
- Ptilonyssus astridae Fain, 1956
- Ptilonyssus balimoensis Sakakibara, 1968
- Ptilonyssus bradypteri (Fain, 1962)
- Ptilonyssus buloloensis Sakakibara, 1968
- Ptilonyssus calvaria Knee, 2008[3]
- Ptilonyssus capitatus (Strandtmann, 1956)
- Ptilonyssus cerchneis Fain, 1957
- Ptilonyssus cinnyris Zumpt & Till, 1955
- Ptilonyssus colluricinclae Domrow, 1964
- Ptilonyssus condylocoxa Fain & Lukoschus, 1979
- Ptilonyssus conopophilae Fain & Lukoschus, 1979
- Ptilonyssus corcoracis Domrow, 1969
- Ptilonyssus cractici Domrow, 1964
- Ptilonyssus cyanosylviae Stanyukovich & Butenko, 2003
- Ptilonyssus degtiarevae Dimov, Mironov 2012
- Ptilonyssus diadori Butenko & Lavrovskaya, 1980
- Ptilonyssus dicaei Domrow, 1966
- Ptilonyssus dicruri Fain, 1956
- Ptilonyssus dioptrornis Fain, 1956
- Ptilonyssus dolicaspis Feider & Mironescu, 1980
- Ptilonyssus domrowi Feider & Mironescu, 1980
- Ptilonyssus echinatus Berlese & Trouessart, 1889
- Ptilonyssus emberizae Fain, 1956
- Ptilonyssus eremophilae Butenko & Lavrovskaya, 1980
- Ptilonyssus euroturdi Fain & Hyland, 1963
- Ptilonyssus gerygonae Domrow, 1969
- Ptilonyssus gilcolladoi Ubeda, Rodríguez, Guevara & Rojas, 1989
- Ptilonyssus gliciphilae Domrow, 1966
- Ptilonyssus grallinae Domrow, 1964
- Ptilonyssus hirsti (Castro & Periera, 1947)
- Ptilonyssus hiyodori Kadosaka, Kaneko & Asanuma, 1987
- Ptilonyssus hoffmannae Luz-Zamudio, 1984
- Ptilonyssus isakovae Butenko & Lavrovskaya, 1983
- Ptilonyssus lovottiae Dimov, Mironov 2012 (enlace roto disponible en Internet Archive; véase el historial, la primera versión y la última).
- Ptilonyssus lymozemae Domrow, 1965
- Ptilonyssus macclurei Fain, 1963
- Ptilonyssus maluri Domrow, 1965
- Ptilonyssus meliphagae Domrow, 1964
- Ptilonyssus microecae Domrow, 1966
- Ptilonyssus mironovi Dimov, 2012 (enlace roto disponible en Internet Archive; véase el historial, la primera versión y la última).
- Ptilonyssus monarchae Domrow, 1969
- Ptilonyssus montifringillae Butenko & Lavrovskaya, 1983
- Ptilonyssus motacillae Fain, 1956
- Ptilonyssus muscicapae Bregetova, 1970
- Ptilonyssus muscicapoides Butenko & Lavrovskij, 1980
- Ptilonyssus myzanthae Domrow, 1964
- Ptilonyssus myzomelae Domrow, 1965
- Ptilonyssus neochmiae Domrow, 1969
- Ptilonyssus nivalis Knee, 2008[3]
- Ptilonyssus nudus Berlese & Trouessart, 1889
- Ptilonyssus orthonychus Domrow, 1969
- Ptilonyssus pentagonicus Fain & Lukoschus, 1979
- Ptilonyssus philemoni Domrow, 1964
- Ptilonyssus phylloscopi Fain, 1962
- Ptilonyssus pinicola Knee, 2008[3]
- Ptilonyssus pittae Domrow, 1964
- Ptilonyssus plesiotypicus Knee, 2008[3]
- Ptilonyssus psaltriparus Spicer, 1978
- Ptilonyssus pseudothymanzae Fain & Lukoschus, 1979
- Ptilonyssus psophodae Domrow, 1964
- Ptilonyssus ptyonoprognes Butenko & Lavrovskaya, 1983
- Ptilonyssus pyrrhulinus Stanyukovich & Butenko, 2003
- Ptilonyssus radovskyi Feider & Mironescu, 1980
- Ptilonyssus rhipidurae Domrow, 1966
- Ptilonyssus ripariae Stanyukovich & Butenko, 2003
- Ptilonyssus ruandae Fain, 1956
- Ptilonyssus sairae Castro, 1948
- Ptilonyssus schumili Butenko & Lavrovskaya, 1980
- Ptilonyssus setosae Domrow, 1969
- Ptilonyssus sittae Fain, 1965
- Ptilonyssus sphecotheris Domrow, 1964
- Ptilonyssus spini Stanyukovich & Butenko, 2003
- Ptilonyssus stomioperae Domrow, 1966
- Ptilonyssus struthideae Domrow, 1969
- Ptilonyssus sturnopastoris Fain, 1963
- Ptilonyssus sylviicola Stanyukovich & Butenko, 2003
- Ptilonyssus terpsiphonei Fain, 1956
- Ptilonyssus thymanzae Domrow, 1964
- Ptilonyssus trouessarti (Hirst, 1921)

Rallinyssus Strandtmann, 1948
- Rallinyssus caudistigmus Strandtmann, 1948
- Rallinyssus congoensis Fain, 1956
- Rallinyssus gallinulae Fain, 1960
- Rallinyssus sorae Pence & Young, 1979

Rhinoecius Cooreman, 1946
- Rhinoecius oti Cooreman, 1946

Rhinonyssus Trouessart, 1894
- Rhinonyssus clangulae Butenko & Stanyukovich, 2001
- Rhinonyssus coniventris Trouessart, 1894
- Rhinonyssus dobromiri Dimov, Spicer, 2013 (enlace roto disponible en Internet Archive; véase el historial, la primera versión y la última).
- Rhinonyssus himantopus Strandtmann, 1951
- Rhinonyssus kadrae Dimov, 2013 (enlace roto disponible en Internet Archive; véase el historial, la primera versión y la última).
- Rhinonyssus marilae Butenko & Stanyukovich, 2001
- Rhinonyssus minutus (Bregetova, 1950)
- Rhinonyssus poliocephali Fain, 1956
- Rhinonyssus rhinolethrum (Trouessart, 1895)

Rhinosterna Fain, 1964
- Rhinosterna aymarae Fain, 1964

Ruandanyssus Fain, 1957
- Ruandanyssus terpsiphonei Fain, 1957

Sternoecius Fain & Aitken, 1967
- Sternoecius piprae Fain & Aitken, 1967

Sternostoma Berlese & Trouessart, 1889
- Sternostoma artami Feider & Mironescu, 1982
- Sternostoma constricta Feider & Mironescu, 1982
- Sternostoma cooremani Fain, 1956
- Sternostoma cordiscutata Feider & Mironescu, 1982
- Sternostoma cryptorhynchum Berlese & Trouessart, 1889
- Sternostoma cuculorum Fain, 1956
- Sternostoma darlingi Spicer, 1984
- Sternostoma dureni Fain, 1956
- Sternostoma gliciphilae Domrow, 1966
- Sternostoma guevarai Guevara-Benítez, Ubeda-Ontiveros & Cutillas-Barrios, 1979
- Sternostoma isabelae Ubeda-Ontiveros & Guevara-Benitez, 1980
- Sternostoma marchae Dimov, 2013 (enlace roto disponible en Internet Archive; véase el historial, la primera versión y la última).
- Sternostoma neosittae Domrow, 1969
- Sternostoma opistaspis Feider & Mironescu, 1982
- Sternostoma paddae Fain, 1958
- Sternostoma pencei Spicer, 1984
- Sternostoma setifer Knee, 2008[3]
- Sternostoma technaui Vitzthum, 1935
- Sternostoma thienponti Fain, 1956
- Sternostoma tracheacolum Lawrence, 1948
- Sternostoma ubedai Ubeda-Ontiveros & Guevara-Benitez, 1981
- Sternostoma ziegleri Feider & Mironescu, 1982
- Sternostoma zini Dimov, Knee, 2012 (enlace roto disponible en Internet Archive; véase el historial, la primera versión y la última).

Sternostomoides Bregetova, 1965
- Sternostomoides graculi Butenko, 1999
- Sternostomoides numerovi Butenko, 1999
- Sternostomoides turdi

Sternostomum Trouessart, 1895
- Sternostomum rhinolethrum Trouessart, 1895

Tinaminyssus Strandtmann & Wharton, 1958
- Tinaminyssus aprosmicti (Domrow, 1964)
- Tinaminyssus belopolskii (Bregetova, 1950)
- Tinaminyssus columbae (Crossley, 1950)
- Tinaminyssus daceloae (Domrow, 1965)
- Tinaminyssus geopeliae (Fain, 1964)
- Tinaminyssus halcyonus (Domrow, 1965)
- Tinaminyssus hirtus (Wilson, 1966)
- Tinaminyssus ixoreus (Strandtmann & Clifford, 1962)
- Tinaminyssus kakatuae (Domrow, 1964)
- Tinaminyssus macropygiae (Wilson, 1966)
- Tinaminyssus megaloprepiae Domrow, 1969
- Tinaminyssus melloi (Castro, 1948)
- Tinaminyssus myristicivorae Domrow, 1969
- Tinaminyssus ocyphabus (Domrow, 1965)
- Tinaminyssus phabus (Domrow, 1965)
- Tinaminyssus tanysipterae (Wilson, 1966)
- Tinaminyssus trappi (Pereira & Castro, 1949)
- Tinaminyssus trichoglossi (Domrow, 1964)
- Tinaminyssus welchi Domrow, 1969

Trochilonyssus Fain & Aitken, 1967
- Trochilonyssus trinitatis Fain & Aitken, 1967

Tyranninyssus Brooks & Strandtmann, 1960
- Tyranninyssus tyrannus Brooks & Strandtmann, 1960

Vitznyssus Castro, 1948
- Vitznyssus tsachevi Dimov, Rojas, 2012 (enlace roto disponible en Internet Archive; véase el historial, la primera versión y la última).

Zumptnyssus Fain, 1959
- Zumptnyssus buboensis (Fain, 1958)

|}